# Komtur
Komtur era un rango dentro de la orden de los caballeros teutónicos. El komtur desempeñaba las tareas de comendador militar en una división administrativa del Estado monástico de los Caballeros Teutónicos denominada Kommende o Komturei. Un komtur comandaba a los procuradores. Para conseguir su rango debían disponer de un convento con doce hermanos al menos.
El grosskomtur (en alemán: Großkomtur; en latín: Magnus Commendator) o gran comendador era uno de los rangos más altos, alguacil supremo responsable de la administración de la orden. El grosskomtur y otros cuatro oficiales: ordensmarschall o gross-marschall, spittler (hospitalario), tressler (tesorero) y trapier (intendente), formaban el consejo del Gran Maestre.